# Maria Santissima di Siponto
Maria Santissima di Siponto detta anche Madonna di Siponto è la santa patrona di Manfredonia insieme a san Filippo Neri e san Lorenzo Maiorano. La sua memoria viene festeggiata il 30 e  31 agosto.
Dal 1973 l'icona della Vergine di Siponto è custodita in una cappella laterale della chiesa Cattedrale di Manfredonia. Si calcola che ogni anno la processione del 31 agosto raccoglie più di 20.000 fedeli.

## Tecnica di realizzazione dell'icona
Si tratta di una Madonna col Bambino, dipinta su di una tavola di 129 × 81 cm, su di cui è stata attaccata della tela di lino con colla di coniglio (o di pesce), secondo una tecnica antica. Di stile bizantino, presenta uno sfondo dorato suddiviso in un reticolo di riquadri romboidali concentrici.
I colori utilizzati sono pigmenti naturali ottenuti con la tecnica detta "tempera all'uovo" (polveri colorate stemperate con il rosso dell'uovo e mescolate con aceto). I colori sono utilizzati secondo la tecnica "dell'illuminazione", con graduale passaggio dai colori scuri a quelli chiari.

## Storia dell'icona
Datata dagli storici al XI secolo, le prime notizie storiche certe sull'icona si hanno a partite dal 1327, anno in cui la sede arcivescovile passa da Siponto a Manfredonia.
Ci sono tuttavia diverse leggende su come iniziò la venerazione della Vergine a Siponto. Si vuole che l'icona venne dipinta da un pittore anonimo a Costantinopoli, nel V secolo e venne esposta in una delle chiese più importanti della città. La prima ipotesi vuole che l'icona sia giunta a Siponto per mano di San Lorenzo Maiorano, futuro vescovo della città alla morte del suo predecessore Felice I. La seconda, invece, vuole che sempre nel V secolo, incominciò la venerazione al tempo del primo vescovo Felice I, il quale, oltre ad essersi adoperato a diffondere il culto della Vergine nella sua diocesi, dopo il Concilio di Roma, per rendere devoto omaggio alla Vergine Madre, eresse in suo onore un oratorio dove i fedeli sipontini potessero venerarla in modo particolare. Agli inizi del VI secolo, sempre secondo questa versione, il nuovo vescovo Lorenzo Maiorano sostituisce l'oratorio di Felice con una grande basilica che va sotto il nome di Santa Maria Maggiore di Siponto.
Anche dopo il trasferimento nel 1327 del Capitolo Metropolitano Sipontino presso la Cattedrale di Manfredonia i fedeli hanno sempre continuato a venerarla.
Il 30 agosto 1872 l'icona rimase danneggiata da un incendio sviluppatosi in cattedrale a causa dei ceri devozionali accesi nel periodo della festa patronale, e ridusse in cenere la parte inferiore del quadro. Venne restaurata segretamente una prima volta solo nel 1896; il secondo restauro avvenne nel 1927 dal laboratorio di restauri della Città del Vaticano.
Il 28 agosto 1955 il patriarca di Venezia Angelo Giuseppe Roncalli (futuro papa Giovanni XXIII), delegato di Papa Pio XII incoronò la Madonna e il Bambin Gesù in una cerimonia a cui parteciparono 20.000 persone in Piazza Duomo. Celebre è rimasta la frase:
(Angelo Giuseppe Roncalli)
Nel 1964 l'icona subì un ulteriore restauro da parte dell'artista sipontino Aronne Del Vecchio. I diversi restauri causarono una totale ridipintura e pertanto lo schema iconografico si presenta diverso da quello originale.

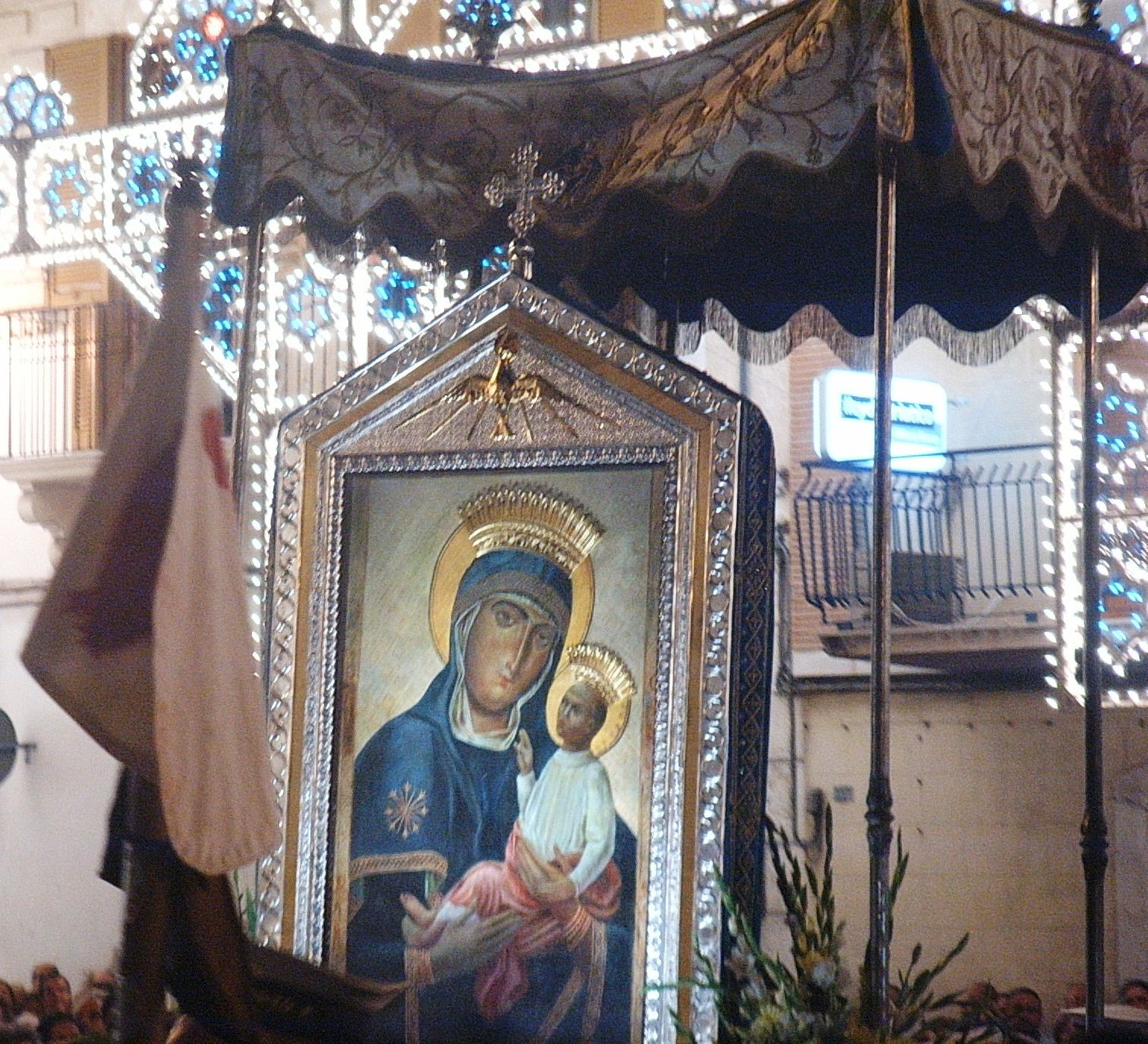
L'icona processionale di Santa Maria di Siponto nell'anno 2006.

Nel 2002 l'icona necessita di un ulteriore restauro e per questo non venne più portata in processione, sostituita da una copia realizzata dall'artista Aronne Del Vecchio.
Il 31 agosto 2008 dopo la processione dell'Icona l'arcivescovo Domenico Umberto D'Ambrosio annunciò che la copia originale dell'Icona sarebbe stata restaurata nell'arco dell'anno, ma questo non avvenne.
Il 1º settembre 2010, dopo la messa officiata dall'arcivescovo Michele Castoro, la Sacra Icona fu trasportata a Bari, presa in consegna dalla Soprintendenza per i Beni Storici e Artistici della Puglia, per sottoporla a una delicata operazione di restauro. Con la Sacra icona fu restaurata anche l'antica statua lignea della Sipontina (V secolo). I restauri furono interamente finanziati della Banca di Credito Cooperativo di San Giovanni Rotondo.
Il 31 maggio 2011 Manfredonia festeggiò il ritorno della Sacra Icona, i restauratori presentarono in Cattedrale i particolari del lavoro dei restauri evidenziando che i precedenti restauri furono compiuti da artisti e mai da tecnici specializzati, il sacro tavolo era pesantemente danneggiato e compromesso. Successivamente l'Icona venne portata in processione in Piazza Beato Giovanni XXIII per la celebrazione eucaristica, dopo che da 9 anni era sostituita dalla copia del 2002.
Ogni anno, il 31 agosto, si svolge la processione dell'icona della Beata Vergine, che percorre le strade della città di Manfredonia accompagnata da oltre 20.000 persone, a testimonianza della venerazione del popolo sipontino. Dal 2002, in processione, viene portata una copia, anche dopo il restauro del 2011, per non danneggiare la Sacra Tavola.

## Pontefici che hanno venerato l'Icona
- Papa Leone IX (poi santo), durante il sinodo che si svolse a Siponto nel 1050
- Papa Pasquale II, nel 1117 consacrò la chiesa di Siponto a duomo
- Papa Callisto II, nel 1120 visitò Siponto per portare pace tra i principi normanni
- Papa Giulio III, già cardinale-arcivescovo di Manfredonia Giovanni Maria Ciocchi del Monte (1513-1521)
- Papa Benedetto XIII, già cardinale-arcivescovo di Manfredonia Vincenzo Maria Orsini (1724-1730)
- Papa Giovanni XXIII (poi santo), già cardinale Angelo Giuseppe Roncalli nel 1955 incoronò la Vergine
- Papa Giovanni Paolo II (poi santo), in visita a Manfredonia nel 1987